# Anonyx anivae
Anonyx anivae är en kräftdjursart som beskrevs av Gurjanova 1962. Anonyx anivae ingår i släktet Anonyx och familjen Uristidae. Inga underarter finns listade i Catalogue of Life.